# راندي شوارتز
راندي شوارتز (بالإنجليزية: Randy Schwartz)‏ هو لاعب كرة قاعدة أمريكي، ولد في 9 فبراير 1944 في لوس أنجلوس في الولايات المتحدة.